# Petersburski Kompleks Zapobiegania Powodziom

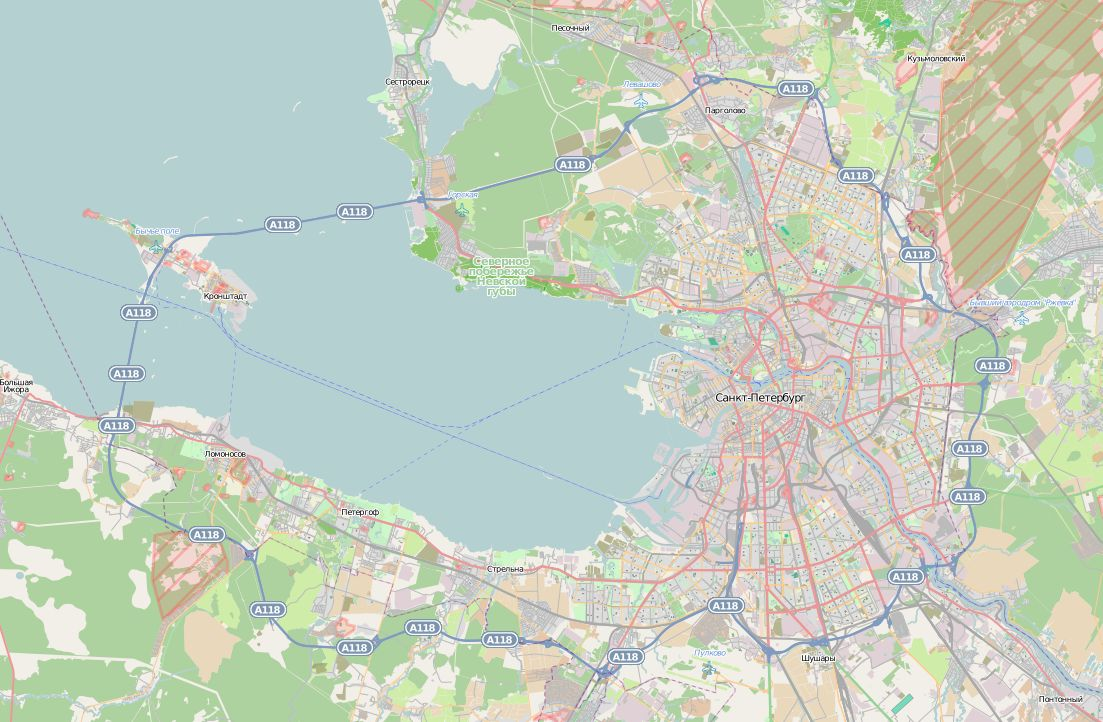
Mapa przedstawiająca obwodnicę miasta Petersburg (niebieska linia), zapora widoczna jako fragment przebiegający bezpośrednio przez zatokę, oraz wyspę Kotlin

Petersburski Kompleks Zapobiegania Powodziom (ros. Комплекс защитных сооружений Санкт-Петербурга от наводнений), nieoficjalnie Zapora Petersburska – ponad 25-kilometrowy system tam i śluz wodnych, zbudowanych na potrzeby ochrony przeciwpowodziowej miasta i aglomeracji Petersburga w Rosji. Tama rozciąga się od miasta Łomonosow na północ, do wyspy Kotlin (i miasta Kronsztad), następnie skręca na wschód w kierunku miasteczka Sestroretsk (mapa obok).
Kompleks przeznaczony jest do ochrony Petersburga przed niszczycielskimi działaniami fal sztormowych, poprzez oddzielenie Zatoki Newskiej od Zatoki Fińskiej. Według danych historycznych fale sztormowe pochodzące z Zatoki Fińskiej spowodowały prawie 300 powodzi w samym mieście, z których kilka miało ogromny wpływ na zniszczenia w mieście. Zapora ma w praktyce możliwości, chronić miasto przed wzrostem wody o 5 metrów.
Budowę kompleksu mogącego zapobiegać powodziom rozpoczęto w 1978 roku, od tego czasu stała się jedną z najdłużej powstających projektów budowlanych w Rosji. Przedłużająca się budowa i brak znacznych środków finansowych spowodowała wstrzymanie wszystkich prac w 1995 roku. Budowa została wznowiona w 2005 roku na skutek interwencji ówczesnego prezydenta Rosji, Władimira Putina, pochodzącego z Petersburga. Otwarcie inauguracyjne nastąpiło dniu 12 sierpnia 2011 roku, gdy wszystkie urządzenia znajdujące się w południowej części zapory zostały ukończone, wraz z odcinkiem najdłuższego podwodnego tunelu w Rosji, wchodzącego w skład obwodnicy Petersburga. Pierwsze oficjalne uruchomienie systemu, tzn. zamknięcie stalowych bram odbyło się 28 listopada 2011 roku w celu powstrzymania nadchodzącej fali sztormowej. Skutkami "zamknięcia" kompleksu był spadek wzrostu fali morskiej do 1,28 metra n.p.m., który jest poziomem dopuszczalnym, poniżej poziomu alarmowego równego 1,6 m n.p.m. Kompleks zapór przechodzi przez historyczne forty Północnego Kronsztadu, wpisane do rejestru Światowego Dziedzictwa UNESCO.

## Powodzie w Sankt Petersburgu

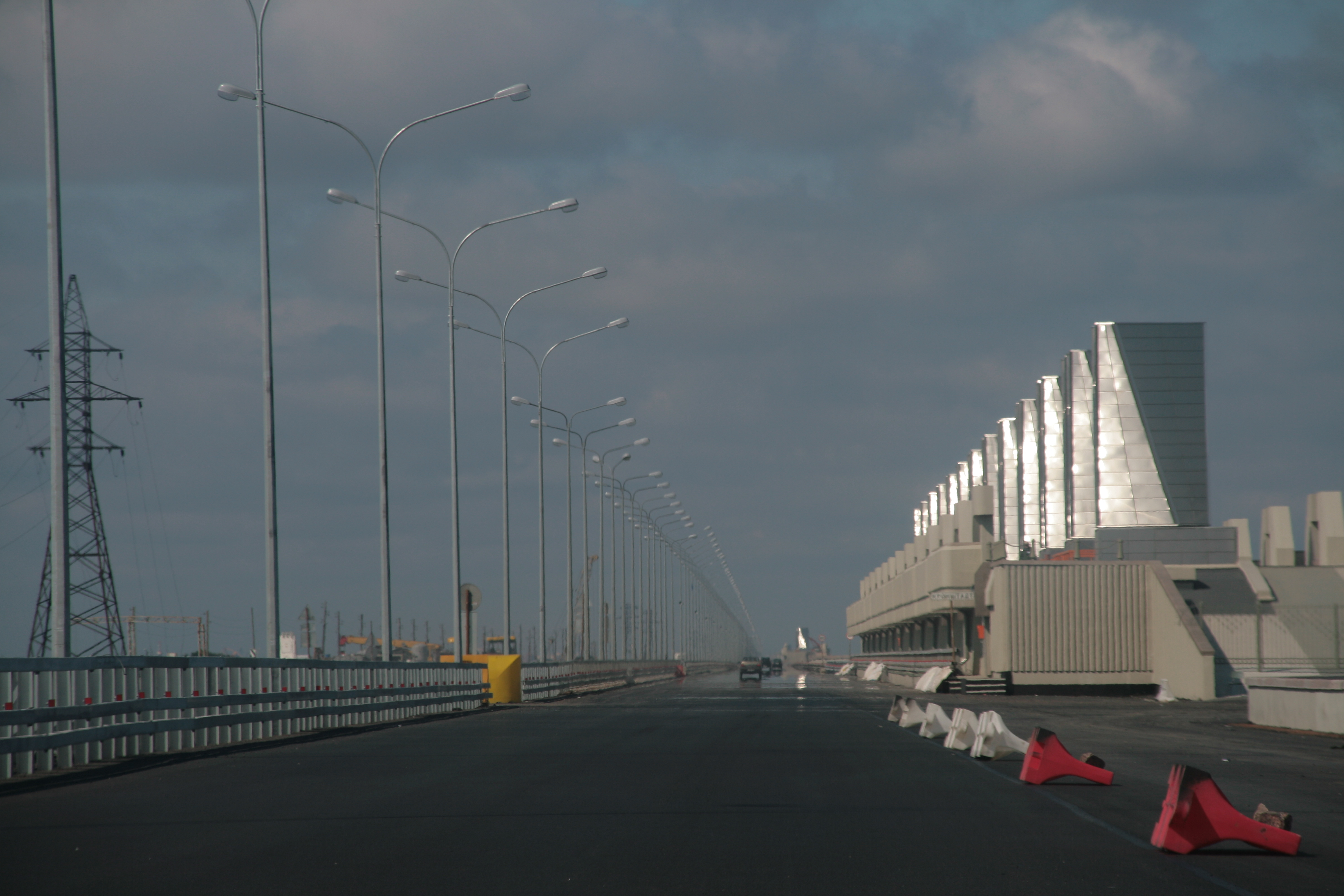
Fragment obwodnicy Sankt Petersburga, przebiegającej nad przepustami zapory

Petersburg narażony jest na częste powodzie (ponad 270 w historii), niektóre z nich przeszły do historii miasta jako największe klęski żywiołowe.
Do najgorszej powodzi, która nawiedziła miasto, doszło 19 listopada 1824 roku, gdy poziom wody wzrósł o 4,1 m powyżej normy i przekroczył granicę 3 m n.p.m. (obecny poziom katastrofalny). Kiedy woda powodziowa cofnęła się oceniono, że zginęło około 569 ludzi, a ponad 400 budynków zostało zniszczonych. Do skutków tej powodzi nawiązywał m.in.: Aleksandr Puszkin w poemacie "Jeździec miedziany", a także dramaturg Aleksandr Gribojedow. Inna katastrofalna powódź miała miejsce w 1924 roku, fala powodziowa osiągnęła wówczas wysokość 12 stóp (około 3,6 metra). Jedna z ostatnich większych powodzi miała miejsce na przełomie 18–19 października 1998 roku, kiedy poziom wody wzrósł do 2,2 m.

## Projekt

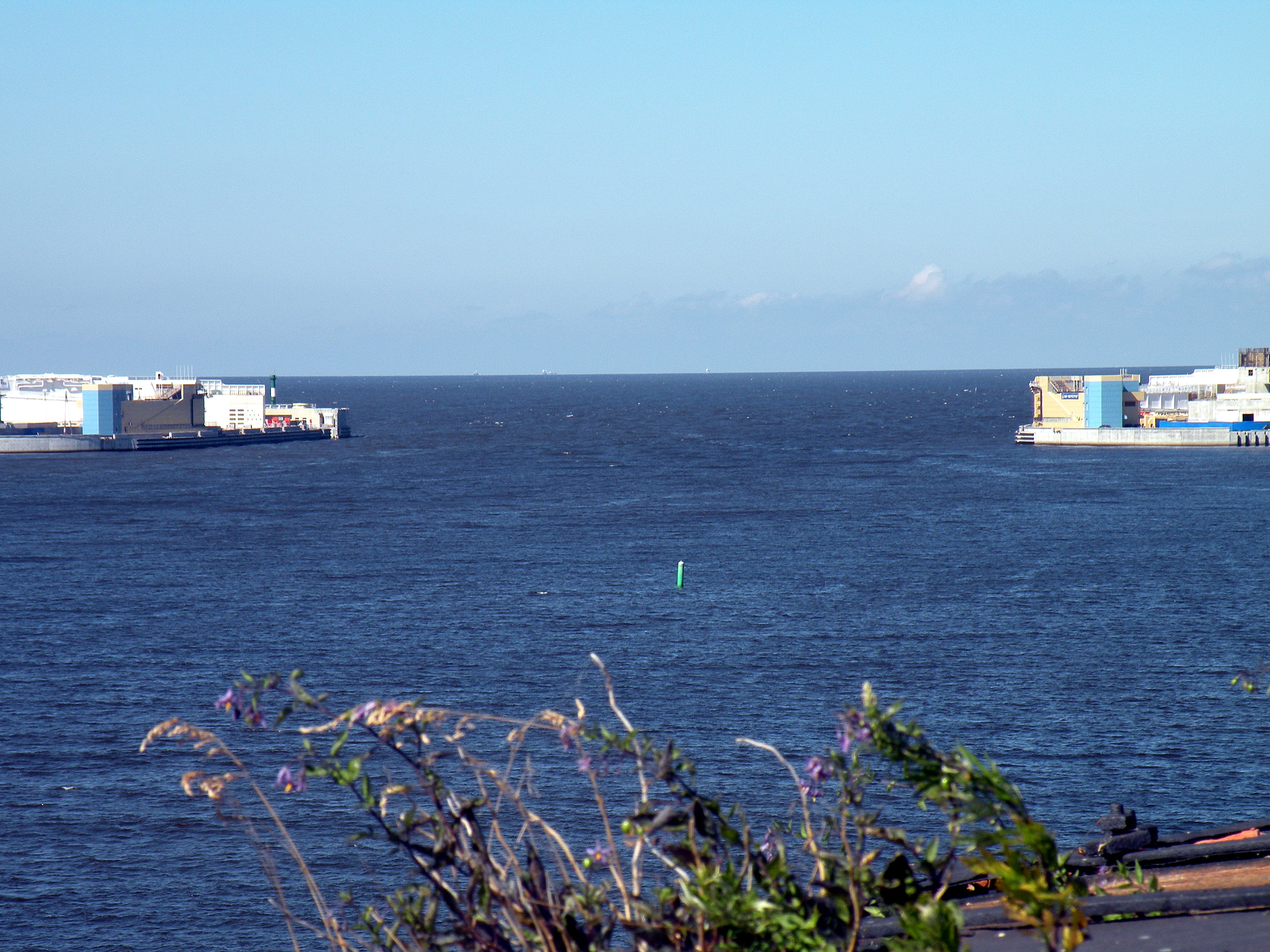
Szerszy z dwóch kanałów nawigacyjnych

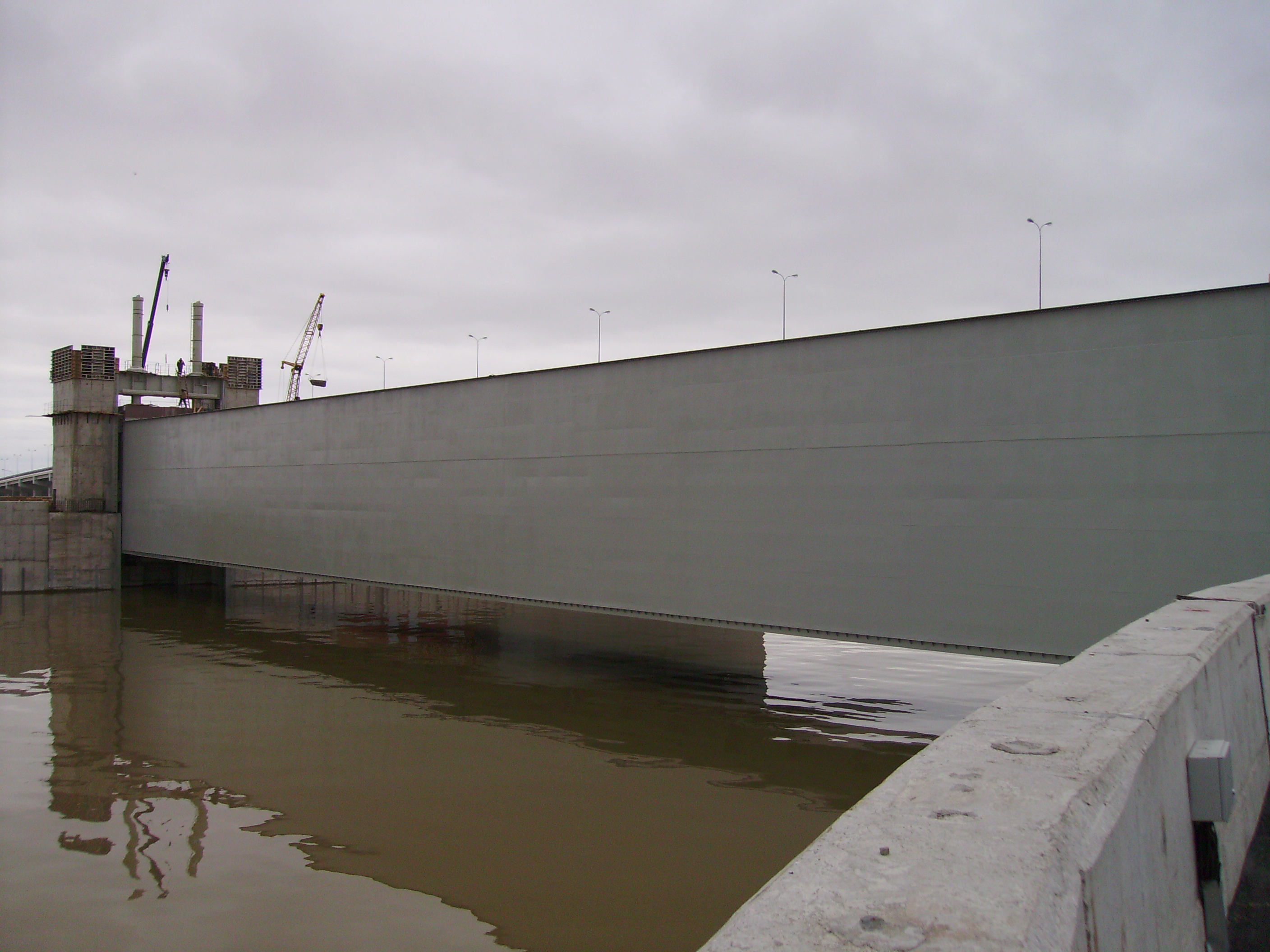
Fragment stalowej bramy w węższym kanale nawigacyjnym

Przez lata, wybitni naukowcy i politycy Imperium Rosyjskiego opracowywali różne plany ochrony przeciwpowodziowej Petersburga, ale dopiero rząd Związku Radzieckiego po powodzi w 1955 roku postanowił o wdrożeniu pomysłu budowy zapory ochronnej. Po kilkunastu latach rozważań nad ostatecznym projektem rząd radziecki zdecydował się na budowę 25,4 km odcinka barier ochronych, złożonych z 11 zapór betonowo-ziemnych, sześciu śluz wodnych, oraz dwóch kanałów nawigacyjnych pozwalających statkom przemieszczać się przez zaporę. Kanały nawigacyjne mają odpowiednio 200 i 110 metrów szerokości. Podczas powodzi szerszy kanał zamykany jest przez dwa stalowe wrota wsporne w kształcie półokręgów oparte na stalowych ramionach w kształcie litery A, o długości około 130 metrów i o wadze przekraczającej 4500 ton, węższy kanał zamykany jest przez jedną stalową zasuwę przesuwną o masie 2500 ton, struktury te uważane są za największe systemy hydrauliczne na świecie. Przy projektowaniu i wdrażaniu projektu brało udział blisko 100 instytucji naukowych, firm budowlanych, oraz dostawców materiałów i urządzeń. Do budowy systemu zapór wodnych zużyto łącznie około 42 milionów m³ materiału skalnego, ponad 2 mln żelbetu, do konstrukcji zużyto również około 100 tysięcy ton stali. Całkowity koszt obiektu szacowany jest na 109 miliardów rubli (około 3,85 mld $) i jest porównywalny z kosztami ochrony powodziowej w Holandii (zob. Plan Delta), oraz Systemem Zapór na Tamizie. W finansowaniu zapory brał udział również holenderski rząd, oraz Europejski Bank Odbudowy i Rozwoju.

## Krytyka
Podczas wznoszenia konstrukcji obiektu wielokrotnie dochodziło do demonstracji organizowanych przez środowiska ekologiczne w Rosji, domagających się zatrzymania budowy. Główne obawy przed obiektem tych rozmiarów związane były z jej wpływem na jakość wody w Zatoce Newskiej. Działacze Greenpeace w Rosji uważają, że zapora ogranicza cyrkulację wody, oraz powoduje gromadzenie zanieczyszczonej wody w przybrzeżnej części zatoki.
Aby rozwiązać problem zanieczyszczenia wód, administracja miasta przyjęła plan modernizacji kanalizacji miejskiej w celu ograniczenia ilości nieoczyszczonych ścieków do poziomu 0,1%, ponadto wokół zapory umieszczonych jest ponad 30 instalacji filtracyjnych do oczyszczania wody, będących częścią większego systemu mającego za zadanie oczyszczanie wody w Zatoce Newskiej i zapobieganie przedostawania się ścieków do Zatoki Fińskiej.